# سوخوي سو-80
سوخوي سو-80 (بالإنجليزية: Sukhoi Su-80) هي طائرة نقل بمحركين كان أول طيران لها في 4 سبتمبر 2001.